# Le Coq d'or (opéra)
 (mai 2025).
Pour les articles homonymes, voir Coq d'or.
Le Coq d'or (en russe : Золотой петушок ; en orthographe précédant la réforme de 1917-1918 : Золотой пѣтушокъ) est un opéra en trois actes de Nikolai Rimski-Korsakov. Vladimir I. Bielski en a composé le livret intégral, d'après le conte en vers de Pouchkine Le Coq d'or. Sa composition fut achevée en 1907 et sa création eut lieu le 7 octobre 1909 à Moscou au théâtre Solodovnikov, sous la direction d'Emil Cooper.
L’opéra est généralement interprété comme une satire du tsarisme : cet opéra, composé une dizaine d'années avant la révolution de février 1917, plusieurs spécialistes y voient une anticipation des bouleversements politiques à venir. La censure impériale interdit sa représentation du vivant du compositeur .

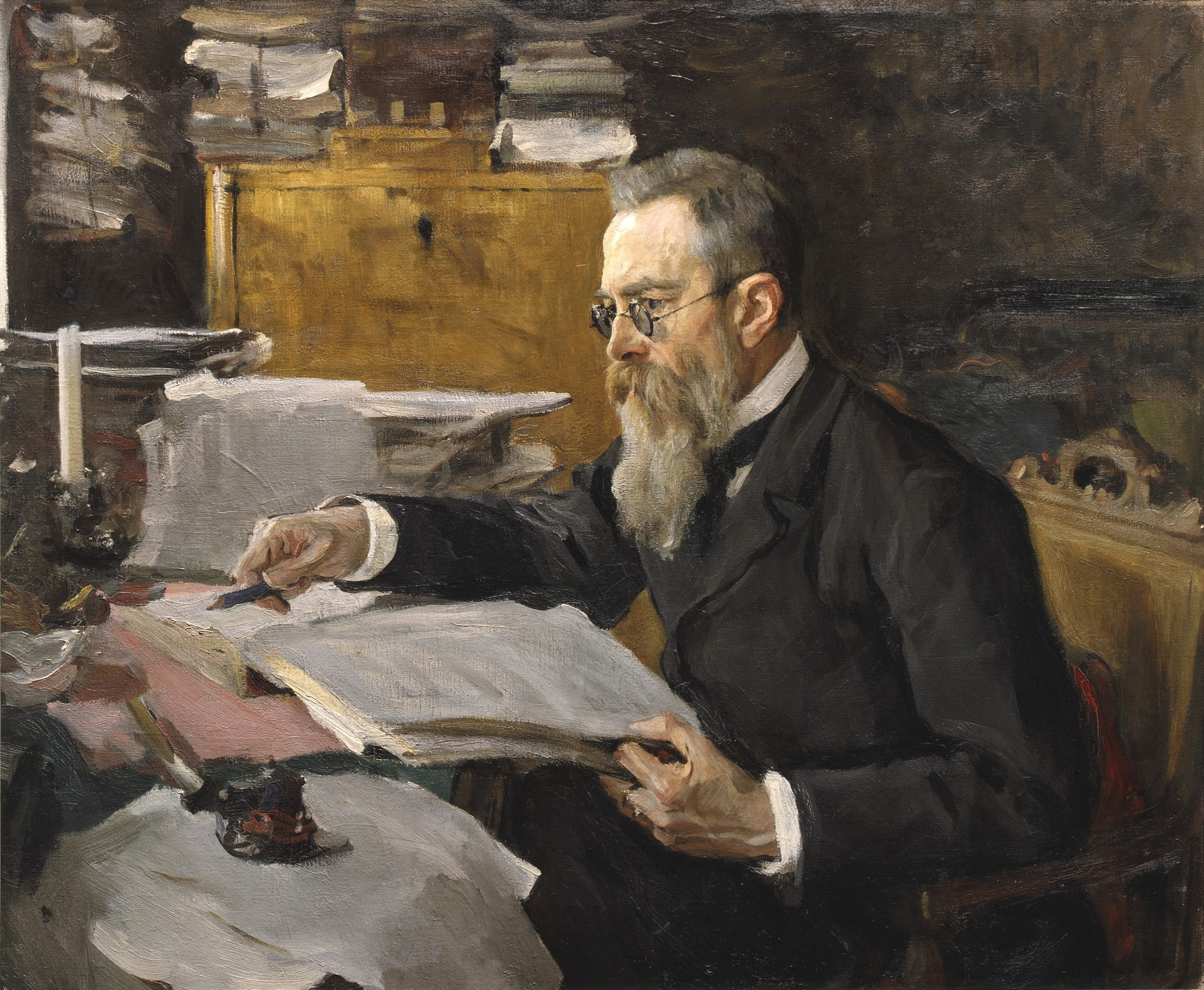
Portrait de Rimsky-Korsakov (1898).

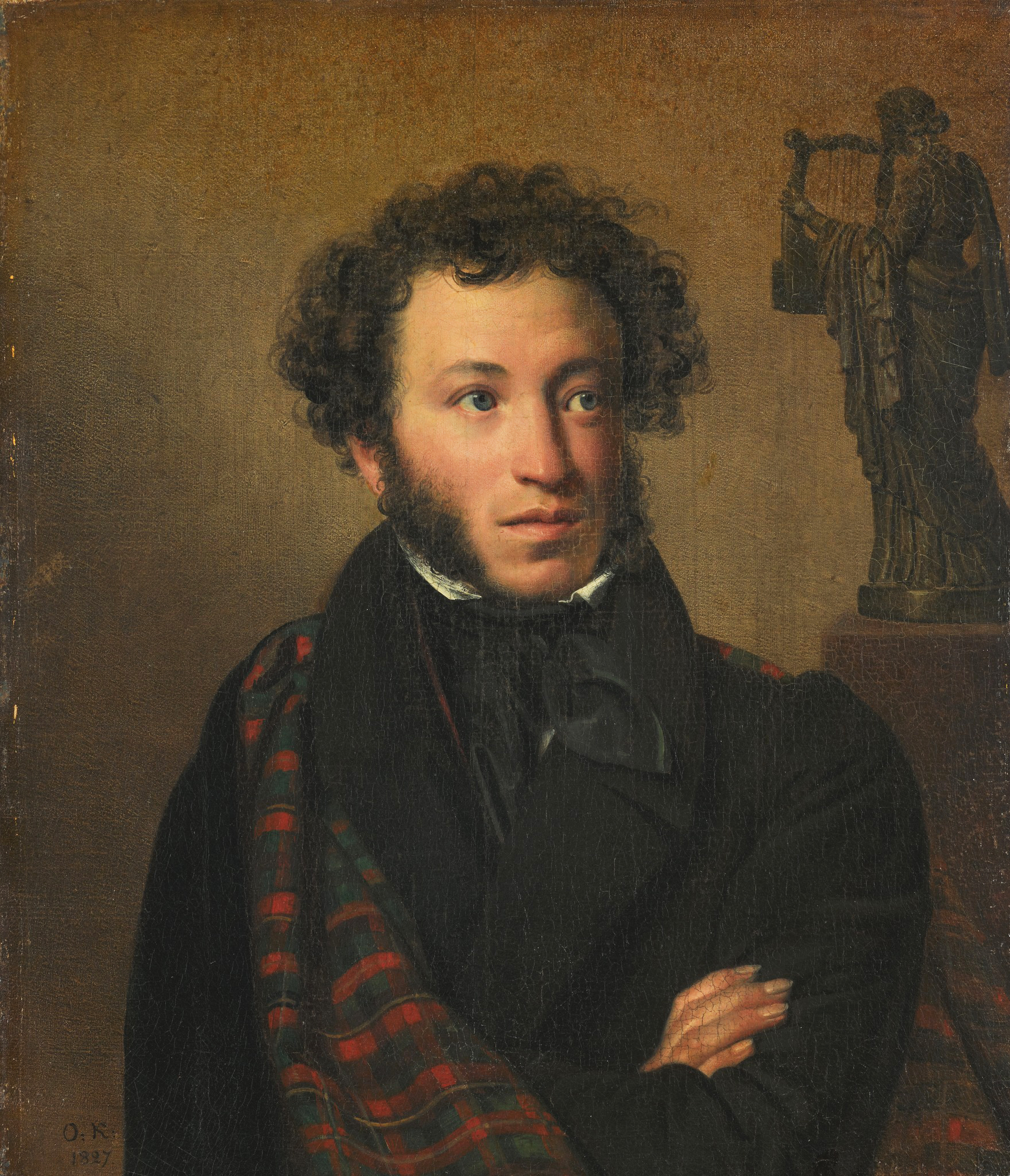
Portrait d'Alexandre Pouchkine.

Des versions en langue française de cet opéra sont souvent jouées à travers le monde.
C'est le dernier opéra complet composé par Rimski-Korsakov, qui est mort un an plus tard en 1908.

## Histoire de la composition
Nikolaï Rimski-Korsakov avait considéré son précédent opéra, La Légende de la ville invisible de Kitège et de la demoiselle Fevronia (1907), comme sa dernière déclaration artistique dans le domaine, en effet, cette œuvre a été qualifiée de somme de la tradition opératique nationaliste de Glinka et des Cinq. Cependant, la situation politique de la Russie de l'époque l'incite à prendre la plume pour composer une " satire acérée de l'autocratie, de l'impérialisme russe et de la guerre russo-japonaise ". Par ailleurs, les précédentes œuvres de Rimski-Korsakov inspirées des poèmes d'Alexandre Pouchkine, en particulier Le Conte du tsar Saltan (1899-1900), s'étaient avérées très réussies.
Quatre facteurs ont influencé le compositeur dans l'écriture de l'opéra :
1. Pouchkine. Toutes les autres œuvres de Rimski-Korsakov inspirées des œuvres du grand poète, en particulier Le Conte du tsar Saltan, avaient été de grands succès. On retrouve la même magie dans Le coq d'or.
2. Bilibine. Ivan Bilibine avait déjà réalisé des scènes pour Le Coq d'or, avec le même goût pour le folklore russe traditionnel que pour Le Conte du tsar Saltan.
3. La Guerre russo-japonaise. Sous le tsar Nicolas II, la Russie a mené une guerre contre le Japon qui était très impopulaire parmi les Russes et qui s'est soldée par un désastre militaire et une déroute pour la Russie (dans la pièce, le tsar Dodon décide follement d'attaquer un État voisin, provoquant un grave désordre et une effusion de sang. Le tsar lui-même consacre plus d'attention à ses plaisirs personnels et finit mal).
4. La révolution russe de 1905. De nombreux Russes n'étaient pas seulement mécontents de la guerre avec le Japon, mais aussi de leurs conditions de vie misérables. Le 9 janvier 1905, une manifestation pacifique menée par un prêtre devant le Palais d'Hiver pour réclamer de meilleures conditions de travail s'est soldée par un massacre perpétré par les troupes tsaristes : ce jour est entré dans l'histoire sous le nom de "Dimanche rouge". Cette nouvelle a provoqué d'autres troubles dans le pays, notamment la célèbre mutinerie du cuirassé Potemkine. Les étudiants du conservatoire de Saint-Pétersbourg manifestent également contre le tsar, avec le soutien de Rimski-Korsakov : en conséquence, il est démis de ses fonctions à la tête du conservatoire ; en signe de protestation, Alexandre Glazounov et Anatoli Liadov démissionnent également.

Rimski-Korsakov décide alors de composer un opéra pour dénoncer le désastreux régime tsariste et, en 1906, il commence à travailler sur Le Coq d'or. Le livret est confié à Vladimir Bel'skij, qui apporte quelques modifications et introduit de nouveaux personnages par rapport à l'histoire de Pouchkine. L'écriture de l'opéra progresse rapidement et, en septembre 1907, la partition est achevée et publiée. À la fin du mois de février 1908, le directeur des Théâtres impériaux (en) Vladimir Telyakovskiy transmit la partition à l'agence de censure afin d'obtenir une approbation pour le Théâtre Bolchoï. La partition fut renvoyée sans avoir été éditée, mais elle fut soudainement reprise le lendemain. Cette fois, de nombreux changements furent demandés pour le livret ainsi que pour le texte original de Pouchkine. Rimski-Korsakov soupçonne une dénonciation de la part de quelqu'un et s'oppose à tout changement. Il continue à travailler sur l'orchestration tout en luttant contre une maladie progressive. En juin 1908, Telyakovskiy l'informa que le gouverneur général de Moscou Sergei Gershelman (en) était très opposé à l'opéra. Rimski-Korsakov est contraint d'accepter les exigences de la censure, mais demande que les livrets avec le texte original complet soient vendus séparément de la représentation dans la version originale. Dans sa dernière lettre, Rimski-Korsakov demanda à son ami et éditeur de musique Boris Jurgenson de contacter Michel Dimitri Calvocoressi et de lui suggérer de mettre en scène Le coq d'or à Paris. Il mourut deux jours plus tard et n'assista donc jamais à la création de son dernier opéra. La première représentation a eu lieu au théâtre Solodovnikov de Moscou le 24 septembre 1909, un an après la mort du compositeur, et a été jouée avec de nombreux changements imposés par la censure.

## Personnages

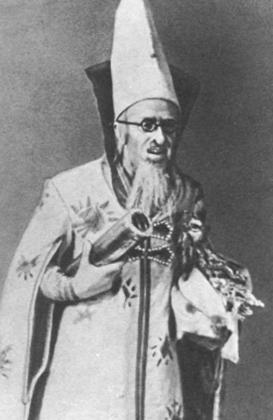
Vladimir Pikok a chanté le rôle de l'astrologue dans la première de l'opéra. Le rôle difficile est écrit pour un ténor contraltino car l'astrologue est un eunuque (1909).

- le tsar Dodon (basse)
- le tsarévitch Aphron (baryton)
- le tsarévitch Gvidon (ténor)
- l'Astrologue (ténor léger)
- Polkan (basse)
- la reine de Chemakha (soprano)
- Amelfa (alto)
- la voix du Coq d'or (soprano)

## La suite symphonique
Rimski-Korsakov a réalisé l'arrangement pour orchestre suivant :
- Introduction et procession de mariage de l'opéra Le coq d'or  (1907) (Введение и свадебное шествие из оперы "Золотой петушок").

De cet opéra, symphoniquement très riche, a été tirée, après la mort du compositeur, une suite en quatre mouvements compilée par Alexandre Glazounov et Maximilian Steinberg dont la première audition a eu lieu en 1913 :
- le tsar Dodon dans son palais (regroupe l'introduction de l'ouvrage et scènes du 1er acte comme l'apparition de l'astrologue)
- le tsar Dodon sur le champ de bataille (début du 2e acte)
- le tsar Dodon et la reine Chemakha (principalement la danse de la reine)
- la noce et la fin pitoyable de Dodon (début du 3e acte, marche nuptiale et mort du tsar tué par le Coq)

Le violoniste Efrem Zimbalist a écrit une fantaisie-concerto d'après Le Coq d'or pour violon et piano sur des thèmes de la suite.

## Résumé

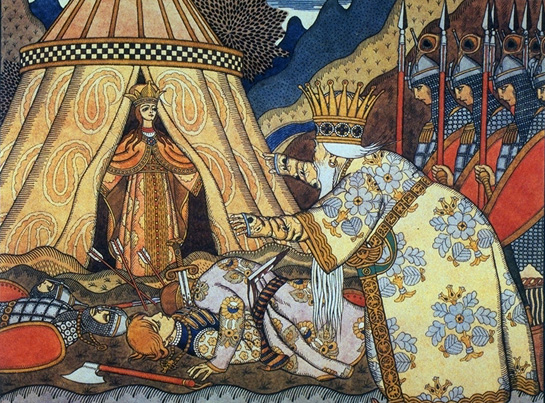
Le tsar Dodon rencontre la reine de Chemakha dans l'acte II du Coq d'Or (1909).

L'action se déroule à une époque non précisée et dans un lieu imaginaire, bien qu'une ville appelée Šemacha (Şamaxı) existe bel et bien et soit située en Azerbaïdjan. À l'époque de Pouchkine, la ville était importante, étant la capitale de ce qui allait devenir le gouvernement de Bakou. Mais le royaume dont il est question dans son poème n'a pas grand-chose à voir avec la ville royale et son territoire : il est probable que Pouchkine ait choisi ce nom uniquement pour donner une connotation exotique à un royaume inventé.
- Prologue : l'Astrologue annonce le début de l'histoire et que celle-ci aura une morale.
- Acte I : le roi Dodon convoque le chef de ses armées le général Polkan ainsi que ses fils Guidon et Afron pour qu'ils aillent combattre les ennemis du pays et que lui puisse retourner se coucher. Guidon et Afron font des propositions que Polkan rejette. L'Astrologue présente un coq d'or qui perché sur un clocher préviendra des invasions ennemies. Dodon, enchanté, promet à l'Astrologue la récompense que ce dernier précisera plus tard. Le roi s'endort, veillé par sa gouvernante, et rêve d'une belle princesse.
- Acte II : en plein brouillard de nuit, Dodon découvre que son armée a été vaincue et que ses fils se sont entre-tués. À l'aube apparait une tente dont sort la reine de Chemakha. Elle célèbre le Soleil levant et déclare vouloir envahir le royaume de Dodon. Elle lui enjoint de chanter et danser jusqu'à épuisement. Dodon, sous son charme, la demande en mariage alors qu'elle se prépare à envahir son pays.
- Acte III : Dodon rentre chez lui avec la reine de Chemakha, accompagné de nains, de géants, d'esclaves et d'animaux bizarres. L'Astrologue arrive et vient réclamer son dû pour le coq d'or : il déclare vouloir épouser la reine. Dodon essaie de l'en dissuader, mais en vain, et finit par le tuer avec son sceptre. Alors d'un violent coup de bec, le coq tue le roi. Survient alors un violent orage pendant lequel la reine, l'Astrologue et le coq disparaissent.
- Epilogue : l'Astrologue renait et déclare que dans cette histoire, seuls la reine et lui sont réels.

« Remarques du compositeur
1. Le compositeur n’admet aucune coupure
2. Souvent, des interprètes mêlent aux récitatifs une sorte de parlé, des murmures ou des exclamations, croyant par-là obtenir des effets comiques, dramatiques ou réalistes. Or ces altérations ne font qu’interrompre l’ordre mélodique et harmonique de l’opéra, et par conséquent l’impression est amoindrie d’autant. Loin d’ajouter à la force, elles font tache dans la musique. Le compositeur exige donc que dans tous ses opéras, les artistes interprètent leurs parties avec la plus grande fidélité.
3. Les mouvements métronomiques donnés doivent faire force de loi. Certes les chanteurs doivent se garder d’une interprétation machinalement métronomique : au contraire, la plus grande latitude leur est laissée. Mais le compositeur n’admet aucun changement de mouvement trop sensible.
4. Comme dans ses préfaces antérieures, le compositeur croit devoir insister sur le point suivant : dans les passages de caractère lyrique, les artistes qui sont sur le théâtre, mais ne chantent point, ne doivent pas détourner à leur profit l’attention du public par des jeux de scène exagérés : un opéra est avant tout une œuvre musicale.
5. Le rôle de l’Astrologue est écrit pour une voix fort peu répandue : celle de ténor-altino. Mais il pourra être confié à un ténor lyrique pourvu d’un bon et fort fausset, en vue de quoi il est pointé.
6. Le petit rôle du Coq (soprano ou mezzo aigu) exige une voix forte et sonore.
7. Des danses de la Reine et de Dodôn, au deuxième acte, doivent être réglées de manière à ne pas gêner la respiration des chanteurs par des mouvements trop vifs ou trop brusques. »

— Nicolas Rimski-Korsakov,  Préface à la partition du Coq d’or.

## Extraits particulièrement marquants de l'opéra
- le prologue et l'entrée de l'Astrologue (Ia koldoun. Naoukoi tainoi)
- le monologue du roi Dodon (Ia vas zdiès zatièm sozval)
- le projet d'Afron (Ty zavralsia)
- le sommeil de Dodon (Tsarstvoui lioja na bokou!)
- le rêve du roi Dodon (Kirikikoukou!)
- la danse de la reine Chemakha (Vyplyvaiou ia snatchala)
- le chœur des esclaves (Siostry, kto khromaièt riadom)
- le chœur du peuple de Dodon (Strachno, bratiki!)

Le Coq d'or est l'un des rares opéras de Rimski-Korsakov joués en Occident, même s'il ne figure pas régulièrement à l'affiche des théâtres lyriques.

## Instrumentation
- Bois : 1 piccolo, 2 flûtes, 2 hautbois, 1 cor anglais, 2 clarinettes (en la-si ), 1 clarinette basse (en la-si ), 2 bassons, 1 contrebasson.
- Cuivres : 4 cors d'harmonie (en fa), 2 trompettes (en ut), 1 trompette contralto (en fa), 3 trombones, 1 tuba.
- Percussions : timbales, triangle, caisse claire, tambourin, glockenspiel, cymbales, grosse caisse, xylophone, tam-tam.
- Autres : célesta, 2 harpes
- Cordes : violons, altos, violoncelles, contrebasses.

## Analyse
Le Coq d'or possède une structure plus compacte que les autres opéras de Rimski-Korsakov, son étonnante orchestration témoigne également d'une plus grande économie de moyens, ainsi que d'un sens marqué du style. La mise en scène spectaculaire exigée par le livret et l'écriture vocale pour la reine, soprano colorature, ont contribué à la popularité de l'opéra, généralement considéré comme le meilleur du compositeur. Ces mêmes éléments établissent un lien direct entre Rimski-Korsakov et son disciple le plus célèbre, Stravinsky, dont le premier opéra, Le Rossignol utilise exactement les mêmes caractéristiques ; l'écriture du Rossignol est commencée un an après Le Coq d'or, mais sera interrompue par la création d’œuvres majeures telles L'Oiseau de feu.
Préface au Coq d'or par le librettiste V. Belsky (1907) [citation nécessaire]

« Le caractère purement humain de l'histoire de Pouchkine, Le Coq d'or - une tragi-comédie montrant les résultats fatals de la passion et de la faiblesse humaines - nous permet de situer l'intrigue dans n'importe quel environnement et à n'importe quelle époque. Sur ces points, l'auteur ne s'engage pas, mais indique vaguement à la manière des contes de fées : "Dans un certain tsardom lointain", "dans un pays situé aux confins du monde" ... Néanmoins, le nom de Dodon et certains détails et expressions utilisés dans le récit prouvent le désir du poète de donner à son œuvre l'air d'un conte populaire russe (comme le tsar Saltan), et semblable à ces fables exposant les exploits du prince Bova, de Jerouslan Lazarevitch ou d'Erhsa Stchetinnik, des images fantastiques d'habitudes et de costumes nationaux. Par conséquent, malgré les traces orientales et les noms italiens Duodo et Guidone, le conte est destiné à dépeindre, historiquement, les manières simples et la vie quotidienne du peuple russe, peintes dans des couleurs primitives avec toute la liberté et l'extravagance aimées des artistes.
Lors de la production de l'opéra, la plus grande attention doit être portée à chaque détail scénique, afin de ne pas gâcher le caractère particulier de l'œuvre. La remarque suivante est tout aussi importante. Malgré son apparente simplicité, le propos du Coq d'or est assurément symbolique.
Ce n'est pas tant ce que l'on peut déduire du célèbre couplet : "Bien qu'il s'agisse d'une fable, elle n'en est pas moins symbolique : "Bien qu'il s'agisse d'une fable, je l'admets, on peut en tirer une morale", qui souligne le message général de l'histoire, que de la manière dont Pouchkine a entouré de mystère la relation entre ses deux personnages fantastiques : L'Astrologue et la Tsaritsa.
Ont-ils fomenté un complot contre Dodon ? Se sont-elles rencontrées par hasard, l'une et l'autre voulant la perte du tsar ? L'auteur ne nous le dit pas, et pourtant c'est une question à résoudre pour déterminer l'interprétation de l'œuvre. Le charme principal de l'histoire réside dans le fait que beaucoup de choses sont laissées à l'imagination, mais pour rendre l'intrigue plus claire, quelques mots sur l'action sur scène ne seront pas de trop.
Il y a plusieurs siècles, un sorcier, toujours en vie aujourd'hui, cherchait par sa ruse magique à vaincre la fille des Puissances Aériennes. Échouant dans son projet, il tenta de la conquérir en la personne du tsar Dodon. Il échoue et pour se consoler, il présente au public, dans sa lanterne magique, l'histoire d'une ingratitude royale sans cœur. »

Autres éléments

« Un sombre pessimisme imprègne cet opéra qui exprime un égal mépris pour le roi-tsar Dodon et pour le peuple chez lequel on ne perçoit aucune velléité de révolte. »

— Jean-François Principiano

## Rôles lors des premières à Moscou
| Rôles                                    | Voix               | Distribution Opéra Zimin 24 septembre 1909 (Chef: Emil Cooper) | Distribution Théâtre Bolshoi 6 novembre 1909 (Chef: Václav Suk) |
| ---------------------------------------- | ------------------ | -------------------------------------------------------------- | --------------------------------------------------------------- |
| Tsar Dodon (Царь Додон)                  | basse              | Nikolaï Speranski                                              | Vassili Ossipov                                                 |
| Tsarevich Gvidon (Царевич Гвидон)        | ténor              | Fiodor Ernst                                                   | Semion Gardenine                                                |
| Tsarévitch Afron (Царевич Афрон)         | baryton            | Andreï Dikov                                                   | Nikolaï Tchistiakov                                             |
| Général Polkan                           | basse              | Kapiton Zaporojets                                             |                                                                 |
| Amelfa, l'intendante du roi              | contralto          | Alexandra Rostovtseva                                          | Serafima Sinitsina                                              |
| Astrologue                               | haute-contre       | Vladimir Pikok                                                 | Anton Bonatchitch                                               |
| Tsarine de Chemakha (Шемаханская царица) | colorature soprano | Avrelia-Cecilia Dobrovolskaïa                                  | Antonina Nejdanova                                              |
| le Coq d'or (Золотой петушок)            | soprano            | Vera Klopotovskaïa                                             | Evguenia Popello-Davydova                                       |
| chœur, rôles silencieux                  |                    |                                                                |                                                                 |

## Historique des représentations

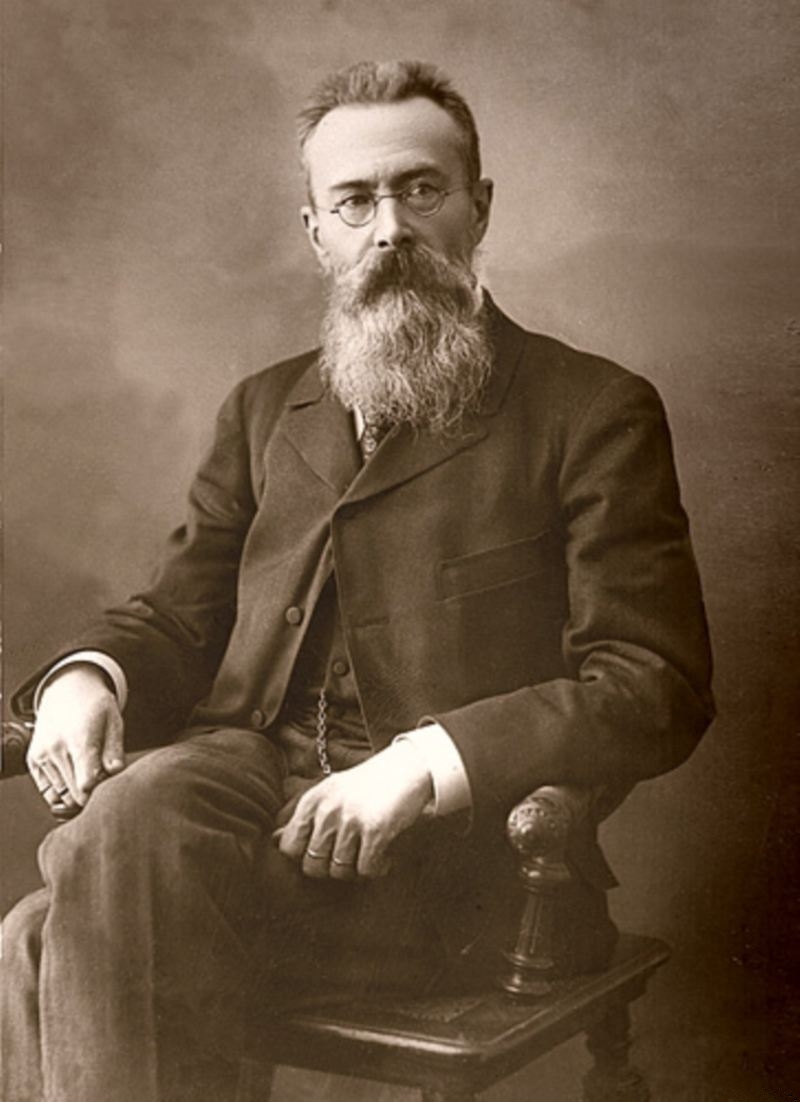
Nikolaï Rimski-Korsakov, 1897.

La première a eu lieu le 7 octobre (A.S. 24 septembre) 1909, au Théâtre Solodovnikov de Moscou, lors d'une représentation de l'Opéra Zimine (en). Le chef d'orchestre est Emil Cooper ; les décors sont l'œuvre de Ivan Bilibine. L'opéra fut donné au Théâtre Bolchoï de la ville un mois plus tard, le 6 novembre, sous la direction de Václav Suk (en) et dans des décors de Konstantin Korovine. Les premières à Londres et à Paris eurent lieu en 1914 ; à Paris, il fut mis en scène au Palais Garnier par les Ballets russes sous la forme d'un opéra-ballet, chorégraphié et dirigé par Michel Fokine, avec des décors et des costumes conçus par Natalia Gontcharova,. La première aux États-Unis a eu lieu au Metropolitan Opera le 6 mars 1918, avec Marie Sundelius (en) dans le rôle-titre, Adamo Didur et Maria Barrientos dans les rôles principaux actuels, et Pierre Monteux à la direction.
Le Metropolitan Opera (Met) a joué l'œuvre régulièrement jusqu'en 1945. Toutes les représentations du Met avant la Seconde Guerre mondiale étaient chantées en français ; lors de la dernière saison de l'œuvre au répertoire du Met, le Coq d'or était chanté en anglais. Les traducteurs anglais étaient Antal Doráti et James Gibson,. L'œuvre n'a pas été jouée au Met depuis la guerre, mais elle a été mise en scène au New York City Opera voisin de 1967 à 1971, toujours en anglais, avec Beverly Sills chantant la Tsarine de Chemakha face au Dodon de Norman Treigle, et Julius Rudel dirigeant la production de Tito Capobianco (en).
En Italie, Il gallo d'oro a été créé au Teatro Regio de Turin le 18 février 1925.
En Espagne, la première a eu lieu au Teatro Tívoli (es) de Barcelone le 23 novembre 1944.
Au Covent Garden de Londres, l'opéra fut présenté en janvier 1954 dans une production de Robert Helpmann dirigée par Igor Markevitch (qui faisait ses débuts à Covent Garden) ; la distribution comprenait Hugues Cuénod dans le rôle de l'astrologue, Howell Glynne (en) dans le rôle de Dodon, et Mattiwilda Dobbs dans le rôle de la reine de Chemakhan. En 1998, la compagnie du Royal Opera a présenté une nouvelle production au Sadler's Wells Theatre produite par Tim Hopkins et dirigée par Vladimir Jurowski avec Jean-Paul Fouchécourt dans le rôle de l'astrologue, Paata Burchuladze (en) dans le rôle de Dodon et Elena Kelessidi dans le rôle de la Reine.
Le 13 décembre 1975, la BBC diffusa une représentation en anglais en direct du Theatre Royal Glasgow avec le BBC Scottish Symphony Orchestra sous la direction d'Alexander Gibson, et avec Don Garrard dans le rôle du Tsar Dodon, John Angelo Messana dans le rôle de l'Astrologue et Catherine Gayer dans le rôle de la Reine.
Le Théâtre Mariinsky a mis en scène une nouvelle production du Coq d'or le 25 décembre 2014, sous la direction de Valery Guerguiev. La mise en scène et la conception des costumes ont été confiées à Anna Matison. L'opéra a été présenté en russe pendant la saison d'hiver 2015 par l'opéra de Saratosa sous la direction de Ekhart Wycik (de), dans des décors de David P. Gordon, avec Grigory Soloviov dans le rôle du Tsar Dodon, Alexandra Batsios dans le rôle de la Reine de Chemakha, Timour Bekbossounov dans le rôle de l'Astrologue, et Riley Svatos dans le rôle du Coq d'Or.
Le théâtre royal de La Monnaie/De Munt a mis en scène une nouvelle production à Bruxelles en décembre 2016. Il s'agissait d'une coproduction avec le Teatro Real de Madrid et l'Opéra national de Lorraine (Nancy). Le metteur en scène et costumier était Laurent Pelly et le chef d'orchestre, Alain Altinoglu. Le rôle du tsar Dodon a été partagé entre Pavol Hunka et Alexey Tikhomirov ; celui de la tsarine a été partagé entre Venera Gimadieva et Nina Minasyan. Alexander Kravets a pris le rôle de l'astrologue et le rôle chantant du coq a été joué par Sheva Tehoval avec Sarah Demarthe dans le rôle du coq sur scène.

## Le ballet

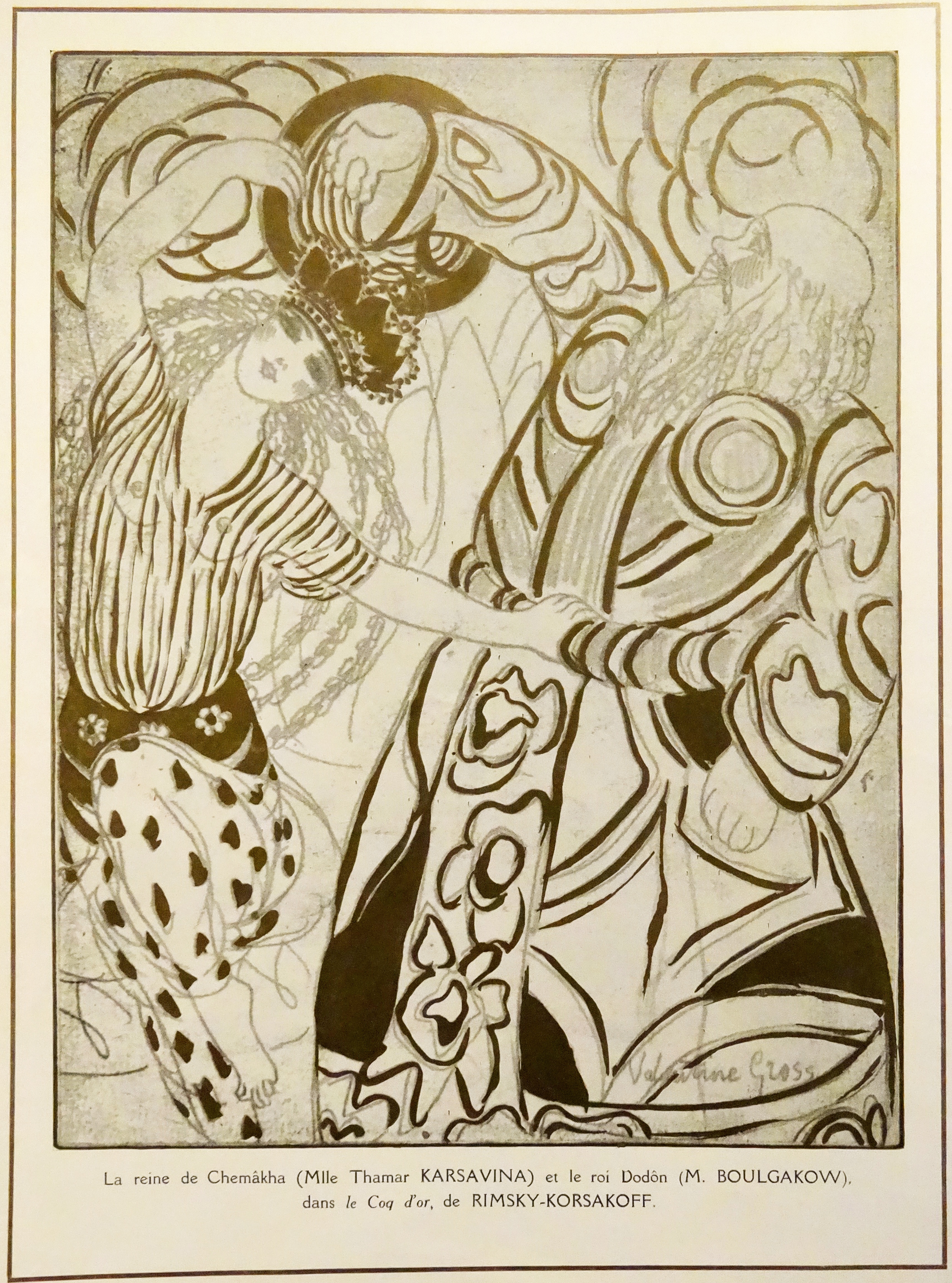
« La reine de Chemâkha (Mlle Thamar KARSAVINA) et le roi Dodôn (M. BOULGAKOW), dans le Coq d'or, de RIMSKI-KORSAKOV ». Illustration par Valentine Gross pour le magazine Comœdia illustré (1914).

En 1914, Michel Fokine chorégraphie un ballet sur la musique de Rimski-Korsakov pour les Ballets russes de Serge de Diaghilev. Les décors étaient la création de Nathalie Gontcharova.

## Enregistrements
On note six versions, dont trois réalisées en studio.
Il faut préciser que les opéras de Rimski-Korsakov sont peu enregistrés et s'exportent mal en Occident. Dès qu'ils le sont, ils demeurent pour la plupart introuvables.
- Orchestre de la RAI (M. Freccia) (live de 1960) : dans cette version chantée en italien, l'orchestre et les chanteurs sont d'un niveau acceptable, sans plus ; le son est plutôt précaire.
- Orchestre de la radio de Moscou (A. Kovaliov & E. Akoulov) (studio de 1962) : cette version reste la référence, grâce à l'excellence de l'orchestre, des chœurs et des chanteurs (notamment Pitchaïev, dans le rôle de l'astrologue) ; le son est très satisfaisant pour l'époque.
- Orchestre de l'Opéra de New York (Rudel) (live de 1971) : cette version, chantée en anglais est surtout intéressante pour l'interprétation de Beverly Sills, qui y incarne la reine de Chemakha ; malheureusement, les conditions techniques sont relativement médiocres.
- Orchestre de l'Opéra de Sofia (D. Manolov) (studio de 1985) : cette version est une des seules sur le marché actuellement. L'interprétation ne marque pas les esprits (orchestre sans grand relief et chanteurs de qualité trop variable) ; en revanche, la qualité sonore est excellente (enregistrement numérique).
- Orchestre philharmonique de Moscou (D. Kitaenko) (studio de 1987).
- Orchestre du Théâtre Bolchoï de Moscou (E. Svetlanov) (live de 1988).

### Vidéos
- 1986 :

Grigor Gondjian (Tsar Dodon), Ruben Kubelian (Tsarevitch Gvidon), Sergueï Chouchardjian (Tsarévitch Afron), Ellada Tchakhoyan (Reine de Chemakha), Susanna Martirosian (le coq d'or), Haroutun Karadjian (le général Polkan), Grand Aivazian (l'astrologue). Alexander Spendiaryan State Academic Theatre Orchestra, Yerevan, Aram Katanian.
- 1989 : version en trois actes du Bolchoï dirigée par Ievgueni Svetlanov :

Directeur scénique : Gueorgui Ansimov ; Décors : Marina Sokolova ; Roi Dodon: Maxime Mikhaïlov ; Prince Gvidon: Arkady Michenkine ; Prince Afron: Mausar Mintsaev ; Reine de Chemakha: Irina Jourina ; Général Polkan: Nikolaï Nizienk; Intendante du roi Amelfa: Elena Zaremba ; l'astrologue: Youri Markelov ; le Coq d'or: Irina Oudalova ; Ballet du Bolchoï ; Chœur du Théâtre du Bolchoï ; Orchestre du Théâtre du Bolchoï ; Evgueny Svetlanov, chef d'orchestre. Enregistrement: Tokyo Bunka Kaikan, 12 juillet 1989.
- 2002 :

Albert Schagidullin (Tsar Dodon), Olga Trifonova (la Reine), Barry Banks (Astrologue), Orchestre de Paris, Kent Nagano
- 2016 :

Pavlo Hunka (Tsar Dodon), Venera Gimadieva (la Reine de Chelmaka), Alexander Kravets (l'astrologue), Chœur et orchestre symphonique de La Monnaie, Bruxelles, Alain Altinoglu

## Inspiration pour d'autres œuvres
Marina Frolova-Walker considère Le Coq d'or comme le précurseur des idées antipsychologiques et absurdes qui allaient culminer dans des anti-opéras du XXe siècle tels que L'Amour pour trois oranges (1921) de Sergei Prokofiev et Le Nez (1930) de Dmitri Chostakovitch. Dans son dernier opéra, Rimski-Korsakov a posé « les bases de l'opéra moderniste en Russie et au-delà ».
En 1978-1979, le compositeur Kaikhosru Shapurji Sorabji a écrit "Il gallo d'oro" da Rimsky-Korsakov : variazioni frivole con una fuga anarchica, eretica e perversa" (en français : « Le Coq d'or de Rimski-Korsakov : variations frivoles avec une fugue anarchique, hérétique et perverse »).

## Pour approfondir